# Major Boobage
«Major Boobaje» (en España «Tremendo Tetamen» y en Hispanoamérica «El Gran Tetaje») es el tercer episodio de la decimosegunda temporada de South Park. Su primera emisión en Latinoamérica fue el 16 de marzo de 2009. El episodio está inspirado en la película canadiense de 1981 Heavy Metal, e incluye referencias a varios casos con drogas, las experiencias de los judíos alemanes durante la Segunda Guerra Mundial y el escándalo de la prostitución de Eliot Spitzer.

## Trama
El Sr. Mackey les habla a los chicos sobre el peligro que sufren al ahorcarse para estar "en nota", así como otros métodos que se hacen para volverse populares, como la orina de Gato mencionada por Butters. El Sr. Mackey explica que los gatos machos, para marcar su territorio, rocían orina que puede ser tóxica cuando es inhalada. Los chicos, motivados por la curiosidad, van a la casa de Cartman para confirmarlo por sí mismos.
Teniendo el gato de Cartman, el "Sr. Kitty", rocía su orina en la cara de Kenny. Kenny experimenta una alucinación inspirada en la película "Heavy Metal" donde se encontraba en un Pontiac Trans Am Negro de 1981 con cohetes en el espacio, y encontrando a una mujer con grandes senos. Cuando termina el viaje, piensa darse un baño con ella. Luego, Cartman lo tira al suelo volviendo a Kenny a la realidad, donde estaba corriendo mientras se quitaba la ropa (cosa que hizo que Kenny lo golpeara de lo enojado que estaba). Como resultado, Stan sugiere que se mantengan alejados de la orina de gato.
Este nuevo caso se vuelve nacional, y Fox News lo llamaba "Pescando". Los Padres de Kyle, hicieron una declaración judicial con los otros padres para que los gatos fueran ilegales en South Park. Luego, todos los gatos pasaron a entrar en custodia de la DEA. Cartman esconde a Kitty en el ático sugiriéndole que "escriba un diario", y también escondiendo a varios gatos del barrio.
Mientras tanto, Kenny todavía puede adquirir orina de gato y se volvió adicto. Los chicos intentan que Kenny pare su adicción confiscando a uno de los gatos. Al día siguiente, la madre de Kyle lo encuentra en su cuarto, cosa que cuando le preguntaban a Kyle, este lo negaba. Sin embargo, fue castigado por tiempo indefinido y Gerald lleva el gato al sótano, donde revela que lo usó por una vez y que está limpio desde hace 10 años, y que piensa hacerlo "una última vez". Bajo la influencia, Gerald se encuentra en ese mundo, volando un B-17G. Después de encontrar a la mujer con grandes senos, este se aterroriza pues ve que Kenny también está ahí. Entonces, deben pelear en el "Tetario de Pezonópolis". De vuelta en la realidad, mucha gente los ve peleando en el parque (mientras siguen bajo la influencia), horrorizando a Sheila y avergonzando a Kyle. Gerald hace una disculpa pública hacia Sheila y retira la prohibición de gatos alegando que no es culpa de los gatos, sino de la gente que decide usarla.
Al final del episodio, Cartman dice que ha aprendido que no puede privar a un ser vivo de su libertad. Kyle, enojado porque Cartman es insensible a la persecución de judíos en la Segunda Guerra Mundial, le pregunta si no hay una similitud con otras cosas en la historia.
Los chicos encuentran a Kenny oliendo flores, pensando que está "en nota con la vida". Luego Kenny empieza a oler muchas de esas flores, y regresa a su mundo inducido por las drogas.

## Producción
El episodio tomó 8 semanas para ser completado. Ocho veces un episodio normal, debido al uso de animación tradicional para re-ensamblar la parte de la película "Heavy Metal". También revela el origen del carro de Kenny, que fue a veces un modelo 3-D actual en lugar de la animación. Se tocaron dos canciones diferentes, Takin' a Ride, de Don Felder y Heavy Metal, de Sammy Haggard. También se usa la canción "Radar Rider" de Riggs en la parte de la arena.

## Curiosidades
- En el doblaje hispanoamericano, por primera vez las palabras de Kenny son comprensibles aunque tenga su vestimenta habitual. Recientemente ocurrió el mismo hecho en el doblaje español (obviando las palabras de Kenny en la película y en el episodio Los Jeffersons).
- El gato de Eric Cartman, es llamado Sr. Kitty y se lo usa con otros felinos machos para inhalar su orine. Pero en los episodios anteriores era hembra.
- El gato de Cartman aparece con el nombre Kitty, y Cartman le sugiere que escriba un diario, en clara alusión al diario de Anna Frank a quien ella llamaba Kitty.